# Pod gołym niebem
Pod gołym niebem (hiszp. Intemperie) – hiszpańsko-portugalski dramat filmowy z 2019 roku w reżyserii Benito Zambrano, zrealizowany na podstawie powieści Jesúsa Carrasco pod tym samym tytułem.
Zdjęcia kręcono w prowincji Grenada. Film prezentowano na festiwalu filmowym w Valladolid (2019), gdzie zdobył uznaniową nagrodę (Golden Blog); uczestniczył też w Festiwalu Kina Europejskiego w Sewilli (2019) oraz w festiwalach filmowych w Glasgow (2019), w Miami (2020) i Cheltenham (2021).  
Fabuła przedstawia dramat małoletniego uciekiniera, rozgrywający się na odległej wiejskiej prowincji, skrajnie zubożałej po okresie wojennym. Gatunkowo obraz reprezentuje thriller oraz film drogi z elementami westernu, zawierając czytelne reminiscencje z czasu wojny domowej.

## Treść
Hiszpania w roku 1946. W niewiele lat po wojnie domowej pewien chłopiec ucieka od poniżającego zniewolenia w andaluzyjskim majątku ziemskim przed molestującym go rządcą. W desperacji podejmuje ryzykowną przeprawę przez wyludnioną i niegościnną krainę, podczas gdy jego prześladowca rusza za nim w pościg z zebraną grupą brutalnych pomocników. Pragnąc za wszelką cenę ujść się przed nimi, chłopiec zmuszony jest samotnie przebyć jałową i niebezpieczną równinę, gdzie przypadkowo na swej drodze spotyka milczącego pasterza, od dawna żyjącego poza społeczeństwem. Choć początkowo dzieli ich instynktowna podejrzliwość i niechęć, z biegiem czasu na gruncie współczucia i podobieństwa losu powstaje między nimi poczucie wspólnoty z wytworzeniem uczucia zaufania i przyjaźni, skutkujące potrzebą wzajemnego chronienia i koniecznością zdecydowanej obrony. W finale, narażając życie, wspólnie stawiają czoła ścigającemu ich niebezpieczeństwu.  

## Obsada
- Luis Tosar – pasterz
- Jaime López – chłopiec
- Luis Callejo – rządca majątku
- Vicente Romero – „Triana”, jego pomocnik
- Kandido Uranga – „Staruch”, jego pomocnik
- Juanjo Pérez Yuste – „Segovia”, pomocnik
- Adriano Carvalho – „Portugalczyk”, pomocnik
- Manolo Caro – beznogi kaleka
- Paz de Alarcón – matka chłopca
- Elisa López Pinilla – jego siostra
- Juanan Lumbreras – jego ojciec